# Back Off Boogaloo
«Back Off Boogaloo» — песня, написанная и исполненная Ринго Старром в 1972; выпущена впервые на внеальбомном сингле 17 марта 1972 в Великобритании и 20 марта 1972 в США лейблом Apple Records. На стороне «Б» сингла была помещена песня Старра 1971 года «Blindman» («Слепой») из кинофильма «Слепой» с его участием.
Песня стала хитом, в том числе в чартах: достигла 9-го места в США в чарте Billboard Hot 100; в Великобритании в чарте UK Singles Chart достигла 2-го места, что стало лучшим достижением для синглов Старра (1-е место заняла версия песни «Amazing Grace» в исполнении Royal Scots Dragoon Guards). Запись песни спродюсировал (а также сыграл на соло-гитаре в ней) Джордж Харрисон.

## О песне
«Back Off Boogaloo» — одна из немногих песен, которую полностью сочинил сам Ринго Старр, без соавторов.
В 1977 в интервью Старр пояснил, что фраза «Back Off Boogaloo» родилась, когда он и ещё один музыкант (а также его близкий друг) Марк Болан однажды поздним вечером ужинали, и Болан произнёс словечко «boogaloo» (произносится как бы с двумя ударениями — «бу́гэлу́») много раз в их беседе. В конце концов Старр сказал Болану: «Выкинь это „бугэлу“!» (англ. «Back off boogaloo!»). Стар рассказывал, что после ужина, когда он был наполовину бодрствующим, наполовину спящим, ритм и мелодия для песни словно застряли у него в голове. Он пошёл по дому, чтобы найти магнитофон и записать хоть как-то набросок песни, чтобы не забыть, но оказалось, что все его магнитофоны либо сломаны, либо в них не было батареек. Старр добавил: «Ну что было делать… Я украл батарейки из электрических игрушек детей — и я записал эту песню».
Ринго подтвердил эту историю в 1998 на концерте, который был записан на альбом VH1 Storytellers (этот эпизод есть на альбоме). Это опровергало  популярную легенду, что «Boogaloo» было прозвищем Пола Маккартни и что песня является посланием от Старра к Маккартни с предложением «отбросить» (англ. «back off») судебные тяжбы между бывшими «битлами» и вновь начать вместе создавать хорошую музыку (как говорится в тексте песни, «give me something tasty»; рус. «дай мне что-нибудь вкусное»); и как призыв к Полу не «делать вид, что ты мёртв» (англ. and not to «pretend that you’re dead») — на что, конечно, отреагировали сторонники теории «Пол мёртв».

## Другие релизы песни
Оригинальный сингл (и «Back Off Boogaloo», и би-сайд «Blindman») был включен как бонус-треки в 1992 в переиздание альбома Старра 1974 года Goodnight Vienna.
В 1981 Старр переделал песню, Van Dyke Parks написал аранжировку, Гарри Нилссон спродюсировал запись — и песня в новой версии вошла в альбом Старра Stop and Smell the Roses, выпущенный лейблом Boardwalk.

## Видеоклип
На песню был снят видеоклип, где Старр прогуливается, сперва не замечая, что за ним следует монстр Франкенштейна. Старр в конце концов замечает монстра — и два приятеля обнимаются и проводят остаток дня вместе. Такой же, как в клипе, монстр изображён на конверте сингла.

## Участники записи

### Сингл 1972 года (и бонус-трек переизданияGoodnight Vienna, 1992)
- Ринго Старр — ведущий вокал, барабаны
- Джордж Харрисон — гитара, продюсер
- Gary Wright — клавишные
- Клаус Форман — бас-гитара
- Jean Gilbert, Lesley Duncan, Madeleine Bell — бэк-вокал

### АльбомStop and Smell the Roses, 1981
Запись песни спродюсировал Гарри Нилссон.
Новая аранжировка (автор — Van Dyke Parks), в которую включены фрагменты шести песен The Beatles. Как вступление использован гитарный рифф из «It Don’t Come Easy».
- Ринго Старр — ведущий вокал, барабаны
- Гарри Нилссон — бэк-вокал, продюсер
- Джим Келтнер — барабаны
- Dennis Budimir — гитара
- Ritchie Zito — гитара
- Fred Tackett — гитара
- Jane Getz — фортепиано
- Dennis Belfield — бас-гитара
- Jerry Jumonville — саксофон (тенор)
- Джим Гордон — саксофон (баритон)
- Bruce Paulson — тромбон
- Lee Thornburg — труба